# Ove Grahn
Ove Grahn   (Alingsås, 9 de maig de 1943 - Alingsås, 11 de juliol de 2007) fou un futbolista suec de les dècades de 1960 i 1970.
Fou 45 cops internacional amb la selecció de futbol de Suècia amb la qual participà a la Copa del Món de Futbol de 1970 i a la Copa del Món de Futbol de 1974.
Pel que fa a clubs, defensà els colors de IF Elfsborg, Grasshoppers i Lausanne Sports.